# Ulica Wały gen. Władysława Sikorskiego w Toruniu
Ulica Wały gen. Władysława Sikorskiego w Toruniu (pierwotnie: Wallstrasse, w czasach II Rzeczypospolitej ul. Wały) – ulica znajdująca się w centrum Torunia, oddzielające Stare Miasto od Chełmińskiego Przedmieścia.

## Historia
Zanim powstała ulica, tuż przy rogu dzisiejszych Wałów gen. Sikorskiego i alei Solidarności w czasach średniowiecza znajdował się kościół Świętego Krzyża. Fundamenty kościoła odnaleziono w latach 80. XX wieku. W XV i XVI przez fragment ul. Wałów gen. Sikorskiego przebiegała brukowana ulica. 
Pierwotnie ulica nosiła nazwę Wallstrasse. Ulice wytyczono na początku XX wieku, gdy pojawił się pomysł utworzenia od strony wschodniej i północnej Starego i Nowego Miasta reprezentacyjnej ulicy, na obszarze likwidowanych fortyfikacji średniowiecznych. Swoją formą ulica (wraz z budowaną w tym samym czasie Friedrichstrasse, ob. Warszawską) miała przypominać tzw. ring – typ obwodnicy na planie okręgu lub półokręgu, wówczas powszechnie stosowanego w miastach europejskich. Zgodnie z założeniem, po wybudowaniu obwodnicy wzdłuż Wallstrasse i Friedrichstrasse miały zostać ulokowane budynki, podnoszące prestiż Torunia. W latach 1902–1904 u zbiegu ul. Wallstrasse i Prostej toruńska parafia ewangelicko-reformowana wybudowała własny kościół (ob. kościół św. Szczepana, należący do parafii ewangelicko-augsburskiej). W latach 30. XX wieku kościół został czasowo wydzierżawiony władzom wojskowym na nabożeństwa dla ewangelików z garnizonu toruńskiego.
W latach 1929–1930 Wały i ul. Dąbrowskiego połączono z ul. Jagiellońską. W 1921 roku w budynku na skrzyżowaniu ul. Wały z ul. 3 Maja ulokowano dowództwo 4 Dywizji Piechoty. W latach 1930–1935 przy ul. Wały wybudowano biurowiec Banku Rolnego, według projektu architekta prof. Romualda Gutta. W latach 30. XX wieku pojawiła się koncepcja zabudowania wolnych działek między ul. Wały a Czerwoną Drogą tanimi jednorodzinnymi domkami. Pomysł ten skrytykował architekt miejski Ignacy Tłoczek.
W okresie II wojny światowej ulice podzielono na dwie mniejsze. Odcinek od Adolf Hitler Strasse (ob. aleja św. Jana Pawła II) do Moltkestrasse (ob. Jana Henryka Dąbrowskiego) nosiła nazwę Albert Forster Strasse, a odcinek od Moltkestrasse do Schwerinstrasse (ob. ul. Dobrzyńską) na An der Sternschanze.
W latach 1946–1997 przy Wałach, w pobliżu Muzeum Etnograficznego znajdował się Pomnik Wdzięczności Armii Czerwonej, według projektu Bernarda Trenka. Na Wałach znajdował się również pomnik Ofiar Hitleryzmu, przeniesiony w 2006 roku na skwer pomiędzy ul. Adama Mickiewicza a al. Jana Pawła II.
W 1951 roku przez al. 700-lecia Torunia i Wały przebiegała trasa linii tramwajowej nr 2, pierwotnie przebiegającej przez Stare Miasto.
Na przełomie maja i czerwca 2019 roku podczas przebudowany alei Jana Pawła II i ul. Wałów gen. Sikorskiego odnaleziono fragmenty pierścienia wewnętrznego Twierdzy Toruń oraz fosy miasta i zabudowy z XV i XVI wieku.

## Zabudowa
Do ważniejszych budynków należą:
- nr 8 – siedziba Urzędu Miasta[16];
- nr 10 – budynek z 1904 roku, gdzie dawniej mieściła się m.in. siedziba Policji i areszt[17];
- nr 13 – siedziba Centrum Sztuki Współczesnej[2];
- nr 14 – kościół św. Szczepana[18];
- nr 15 – gmach Banku Gospodarki Żywnościowej[2];
- nr 19 – siedziba Muzeum Etnograficznego (dawniej wozownia artyleryjska nr 2, zbudowana w 1824 roku) oraz Park Etnograficzny[2];
- nr 21 – siedziba Wojskowej Komendy Uzupełnień[19].
- nr 23/25 – Muzeum Twierdzy Toruń[20].